# Kupa na Bălgarija 2001-2002
La Coppa di Bulgaria 2001-2002 è stata la 20ª edizione di questo trofeo, e la 62ª in generale di una coppa nazionale bulgara di calcio, iniziata il 12 settembre 2001 e terminata il 15 maggio 2002. Il Levski Sofia ha vinto il trofeo per la ventiduesima volta.

## Primo turno
A questo turno partecipano 22 squadre della terza e della quarta divisione.
| Squadra 1            | Risultato       | Squadra 2            |
| -------------------- | --------------- | -------------------- |
| 12 settembre 2001    |                 |                      |
| Sitomir Nikopol      | 1 – 0           | Rasovo               |
| Čavdar Byala         | ? – ?           | Loviko Suhindol      |
| Dragoman             | 1 – 0           | Pirin Blagoevgrad    |
| Bdin                 | 2 – 2 (4-3 dtr) | Olimpik Teteven      |
| Besapara Kovachevo   | 1 – 3           | Lokomotiv Novi Iskar |
| Straldza             | 0 – 4           | Nesebăr              |
| Borovets Kardzhali   | 0 – 2           | Rodopa Smoljan       |
| Spartak Plovdiv      | 3 – 0           | Maritsa Krum         |
| 14 settembre 2001    |                 |                      |
| Dobrich 2000         | ? – ?           | Šumen                |
| 19 settembre 2001    |                 |                      |
| Zlaten klas Blagoevo | 1 – 1 (2-4 dtr) | Lokomotiv Ruse       |
| Kaliakra             | 1 – 2           | Rozova Dolina        |

## Secondo turno
A questo turno partecipano 9 vincitori del turno precedente con l'aggiunta di 13 squadre della Seconda Lega.
| Squadra 1            | Risultato       | Squadra 2         |
| -------------------- | --------------- | ----------------- |
| 23 settembre 2001    |                 |                   |
| Dulovo 98            | 1 – 3           | Botev Plovdiv     |
| Bdin                 | 0 – 3           | Botev Vraca       |
| Spartak Plovdiv      | 3 – 0           | Svilengrad        |
| Dobrich 2000         | 3 – 1           | Devnja            |
| Dragoman             | 0 – 1           | Dunav Ruse        |
| Fearplay Varna       | 2 – 1           | Minjor Pernik     |
| Nesebăr              | 0 – 1           | Rilski Sportist   |
| Rodopa Smoljan       | 2 – 1           | Belite orli       |
| Lokomotiv Novi Iskar | 0 – 0 (5-4 dtr) | Akademic Svištov  |
| Loviko Suhindol      | 0 – 3           | Dobrudža          |
| Sitomir Nikopol      | 0 – 3           | Pirin Blagoevgrad |

## Sedicesimi di finale
A questo turno partecipano gli 11 vincitori del turno precedente con l'aggiunta del Lokomotiv Ruse e del Rozova Dolina, 5 squadre della seconda e terza divisione che avevano riposato nei precedenti turni e le 14 squadre della Prima Lega.
| Squadra 1            | Risultato       | Squadra 2            |
| -------------------- | --------------- | -------------------- |
| 24 ottobre 2001      |                 |                      |
| Dobrich 2000         | 1 – 5           | Liteks Loveč         |
| Minjor Bobov dol     | 0 – 4           | Slavia Sofia         |
| Vidima-Rakovski      | 1 – 1 (5-3 dtr) | Lokomotiv Sofia      |
| Jantra Gabrovo       | 1 – 2           | CSKA Sofia           |
| Pirin Blagoevgrad    | 0 – 1           | Levski Sofia         |
| Strumska Slava       | 2 – 4           | Botev Plovdiv        |
| Černo More Varna     | 5 – 0           | Botev Vraca          |
| Rodopa Smoljan       | 0 – 0 (6-5 dtr) | FK Černomorec Burgas |
| Svetkavica           | 1 – 0           | Belasica Petrič      |
| Spartak Plovdiv      | 0 – 1 (dts)     | Neftohimik Burgas    |
| Lokomotiv Novi Iskar | 0 – 2           | Lokomotiv Plovdiv    |
| Fearplay Varna       | 0 – 3           | Spartak Varna        |
| Lokomotiv Ruse       | 1 – 3           | Dunav Ruse           |
| Rozova Dolina        | 0 – 4           | Spartak Pleven       |
| Rilski Sportist      | 2 – 1           | Beroe                |
| Dobrudža             | 1 – 3           | Marek Dupnica        |

## Ottavi di finale
| Squadra 1        | Risultato   | Squadra 2         |
| ---------------- | ----------- | ----------------- |
| 28 novembre 2001 |             |                   |
| Slavia Sofia     | 3 – 2       | Vidima-Rakovski   |
| Rodopa Smoljan   | 0 – 2       | Lokomotiv Plovdiv |
| Levski Sofia     | 4 – 0       | Spartak Varna     |
| Dunav Ruse       | 2 – 1 (dts) | Botev Plovdiv     |
| Svetkavica       | 0 – 3       | Liteks Loveč      |
| Marek Dupnica    | 3 – 1       | Neftohimik Burgas |
| Rilski Sportist  | 4 – 1       | Spartak Pleven    |
| CSKA Sofia       | 3 – 2       | Černo More Varna  |

## Quarti di finale
| Squadra 1                      | Totale      | Squadra 2       | Andata | Ritorno |
| ------------------------------ | ----------- | --------------- | ------ | ------- |
| 27 febbraio 2002/20 marzo 2002 |             |                 |        |         |
| Liteks Loveč                   | 13 – 1      | Dunav Ruse      | 8 - 1  | 5 - 0   |
| Levski Sofia                   | 7 – 0       | Rilski Sportist | 6 - 0  | 1 - 0   |
| Marek Dupnica                  | 3 – 3 (gfc) | Slavia Sofia    | 1 - 1  | 2 - 2   |
| Lokomotiv Plovdiv              | 1 – 2       | CSKA Sofia      | 0 - 1  | 1 - 1   |

## Semifinali
| Squadra 1                    | Totale | Squadra 2    | Andata | Ritorno |
| ---------------------------- | ------ | ------------ | ------ | ------- |
| 10 aprile 2002/1 maggio 2002 |        |              |        |         |
| Liteks Loveč                 | 4 - 7  | CSKA Sofia   | 1 - 2  | 3 - 5   |
| Marek Dupnica                | 0 - 1  | Levski Sofia | 0 - 0  | 0 - 1   |

## Finale
| Arbitro: | Dimitar Dimitrov |

|                   |           |                                    |
| Dragić 31’ (aut.) | Marcatori | 47’ Golovskoy 70’ Ivanov 83’ Kabát |